# Micranthes atrata
Micranthes atrata är en stenbräckeväxtart som först beskrevs av Adolf Engler, och fick sitt nu gällande namn av A.S.Losina- Losinskaja. Micranthes atrata ingår i släktet rosettbräckor, och familjen stenbräckeväxter. Inga underarter finns listade i Catalogue of Life.